# Architis amazonica
Espèce
Synonymes
- Nilus amazonicus Simon, 1898

Architis amazonica est une espèce d'araignées aranéomorphes de la famille des Pisauridae.

## Distribution
Cette espèce est endémique du Brésil. Elle se rencontre vers Tefé.

## Description
La femelle subadulte holotype mesure 13 mm.

## Publication originale
- Simon, 1898 : Descriptions d'arachnides nouveaux des familles des Agelenidae, Pisauridae, Lycosidae et Oxyopidae. Annales de la Société entomologique de Belgique, vol. 42, p. 1-34 (texte intégral).